# Зелений Яр (Братська селищна громада)
Зелений Яр — село в Україні, у Братській селищній громаді Вознесенського району Миколаївської області. Населення становить 108 осіб.

## Населення
Згідно з переписом УРСР 1989 року чисельність наявного населення села становила 37 осіб, з яких 16 чоловіків та 21 жінка.
За переписом населення України 2001 року в селі мешкало 108 осіб.

### Мова
Розподіл населення за рідною мовою за даними перепису 2001 року:
| Мова       | Чисельність | Відсоток |
| ---------- | ----------- | -------- |
| українська | 93          | 86,11%   |
| російська  | 9           | 8,33%    |
| румунська  | 6           | 5,56%    |
| Усього     | 108         | 100%     |